# Nieuwe Haven (Schiedam)
De Nieuwe Haven is een gracht met een lengte van ongeveer anderhalve kilometer en vormt de westelijke begrenzing van het stadscentrum van de Zuid-Hollandse plaats Schiedam. De Nieuwe Haven vormt de verbinding tussen de Vellevest en de Buitenhaven. Het noordelijke deel van de Nieuwe Haven is historisch bekend als Westvest. De straat aan de noordoostelijke oever heet eveneens Westvest; de straat aan de westoever heet Nieuwe Haven.
Op 2 augustus 1346 verleende gravin Margaretha van Holland en Henegouwen Schiedam het recht om vesten om de stad aan te leggen. De Westvest werd rond 1350 gegraven en sloot ongeveer ter hoogte van de huidige Gerrit Verboonstraat aan op de Buitenhaven.
In 1613/1614 werd de Nieuwe Haven gegraven met het tegenwoordige verloop, waarbij de Nieuwe Haven voorbij de Hoofdbrug uitmondt in de Buitenhaven. In 1621 werd het oude gedeelte van de Westvest tussen de Nieuwe Haven en de Hoofd- of Vrouwe- of Sint Christoffelspoort gedempt.
Aan de Westvest staat sinds 1794 molen De Walvisch, die granen voor de jeneverproductie maalde.
Over de Nieuwe Haven ligt een drietal bruggen:
- De Kippenbrug, een voetgangersbrug in het verlengde van de Branderssteeg
- De Oranjebrug, een hefbrug uit 1938 in het verlengde van de Oranjestraat
- De Hoofdbrug, een ophaalbrug uit 1957 tussen de Lange Nieuwstraat en de Hoofdstraat

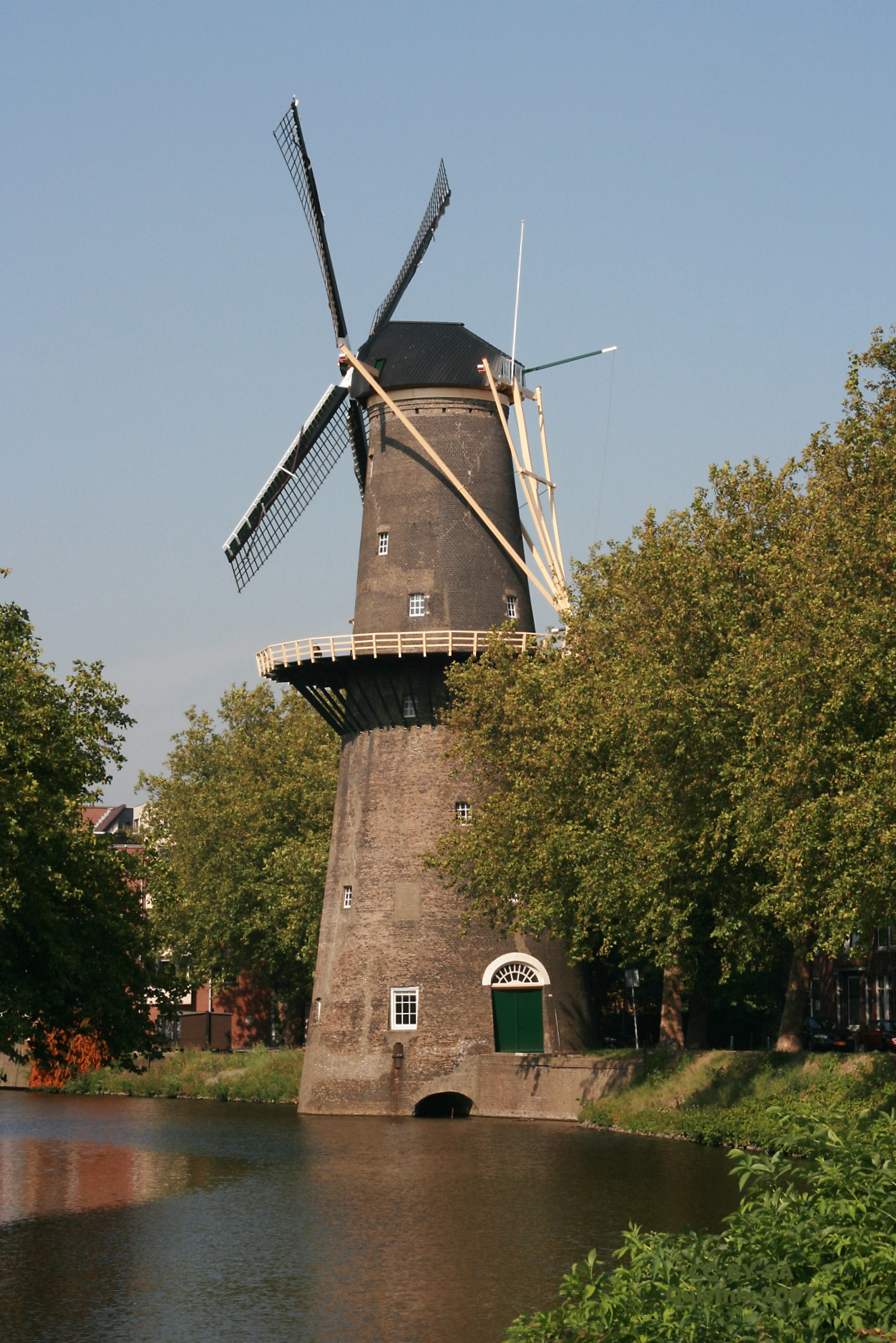
Molen De Walvisch aan de Westvest

Buitenhaven · Korte Haven · Lange Haven · Nieuwe Haven · Spuihaven · Voorhaven · Vijfsluizerhaven · Wilhelminahaven · Wiltonhaven